# Route P108 (Lettonie)
Pour les articles homonymes, voir P108.
La route P108 (Autoceļš P108) est une  route régionale de Lettonie reliant Ventspils à Saldus.
Elle a une longueur de 106,1 km.

## Présentation
La route P108 Ventspils—Kuldīga—Saldus est une route régionale lettone qui relie le centre-ville de Ventspils à Saldus.
Elle traverse Vārve, Kuldīga, Venta et Ošenieki.
La longueur totale de la route est de 106,1 km et elle est asphaltée de bout en bout.
La route traverse la ville de Ventspils et les novads de Ventspils, Kuldīga et Saldus.
La route traverse le fleuve Venta et les rivières Ēda et Ciecere.